# Osbeckia stellata
Osbeckia stellata är en tvåhjärtbladig växtart som beskrevs av Buch.-ham. och Ker Gawl.. Osbeckia stellata ingår i släktet Osbeckia och familjen Melastomataceae. Inga underarter finns listade i Catalogue of Life.